# Vulpia octoflora
Vulpia octoflora là một loài thực vật có hoa trong họ Hòa thảo. Loài này được (Walter) Rydb. miêu tả khoa học đầu tiên năm 1909.

## Hình ảnh

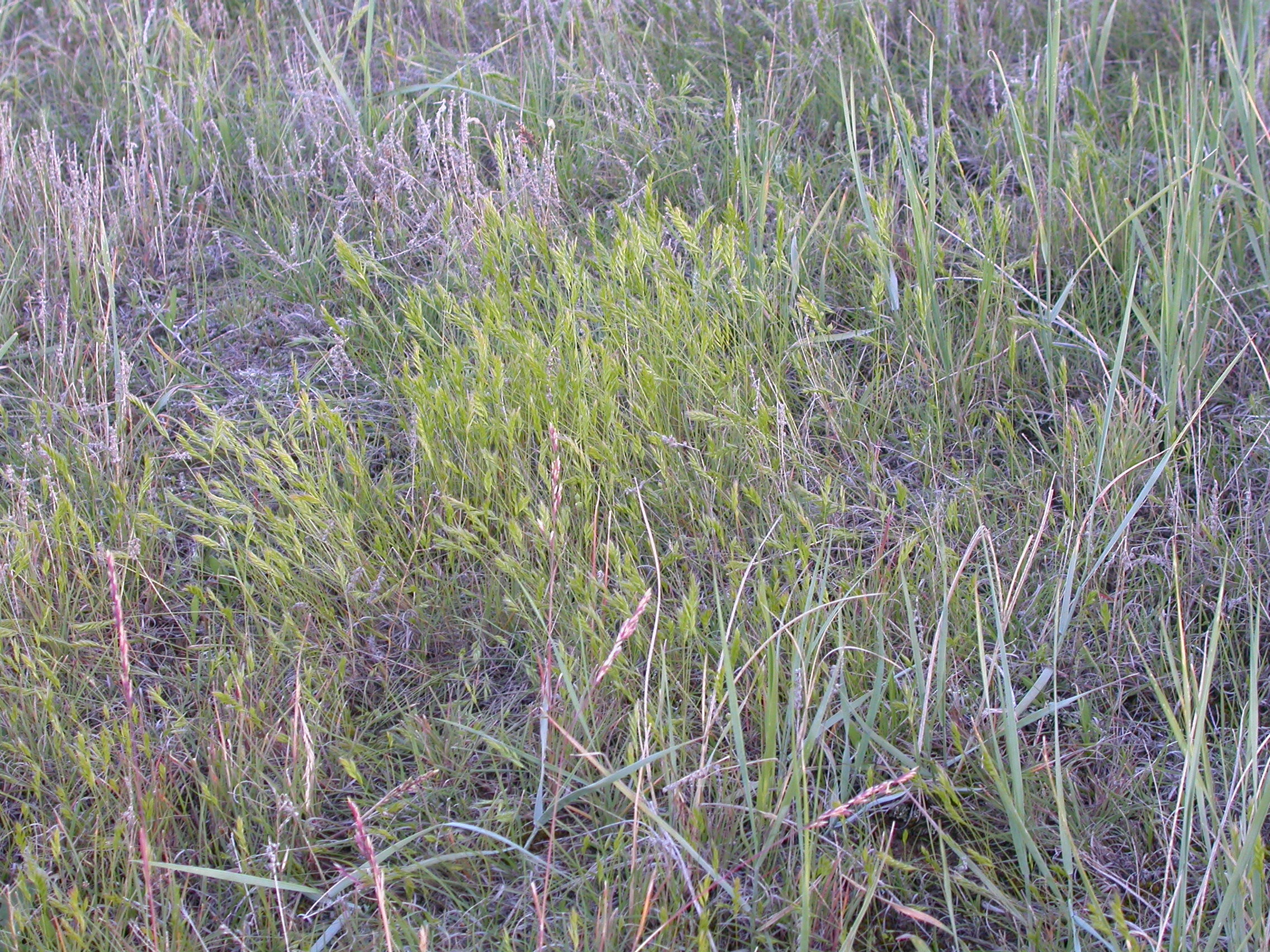
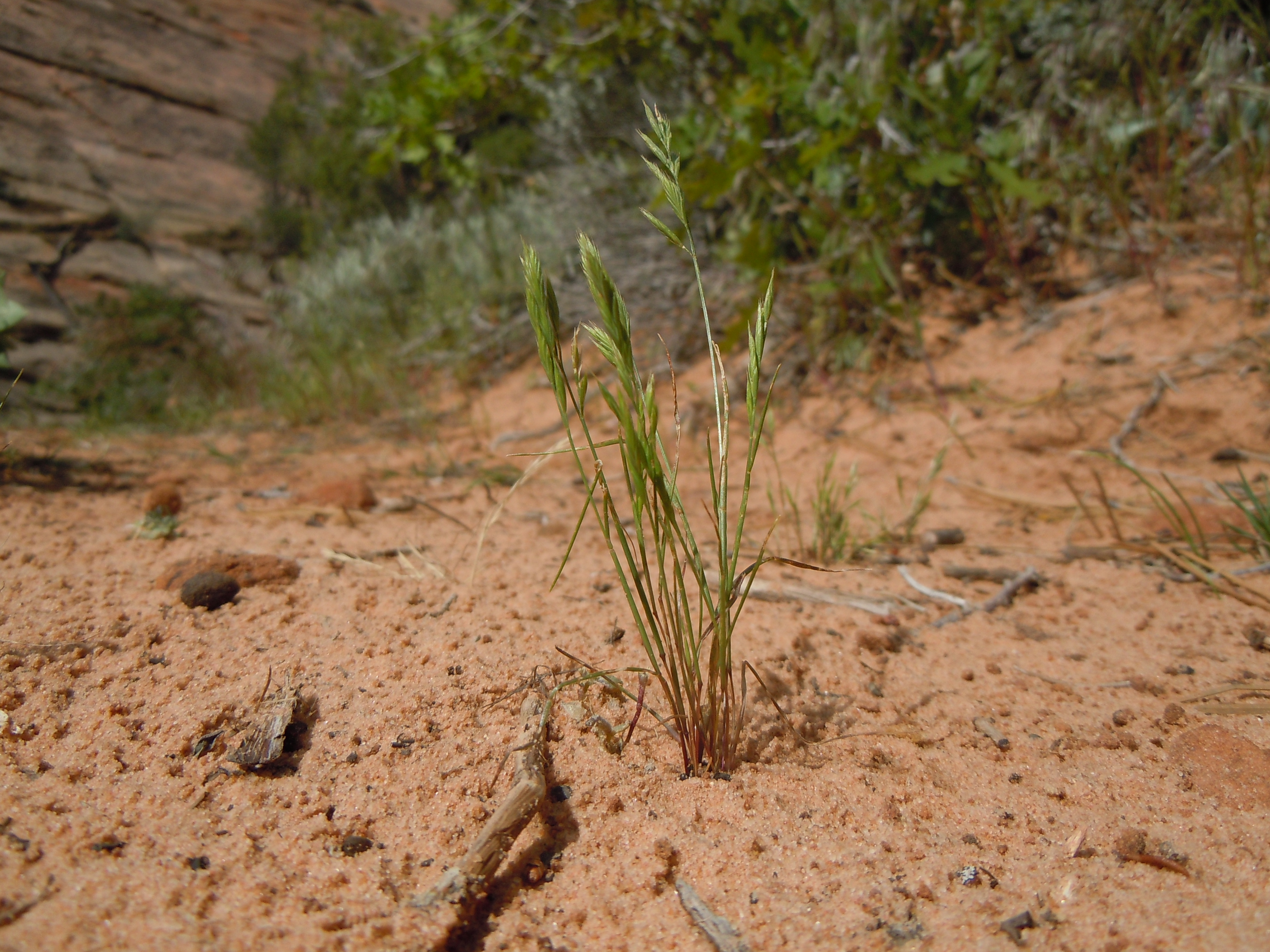
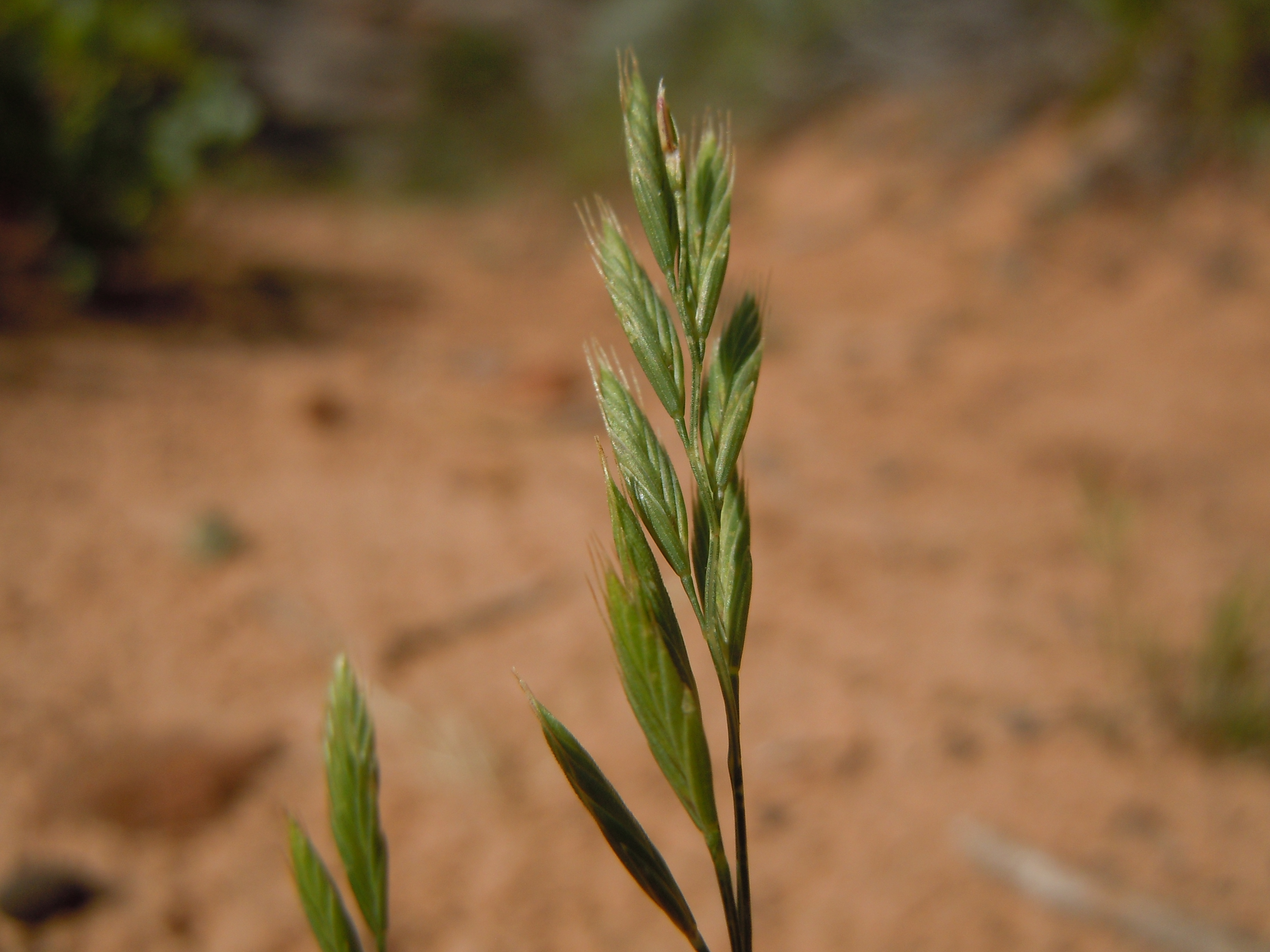
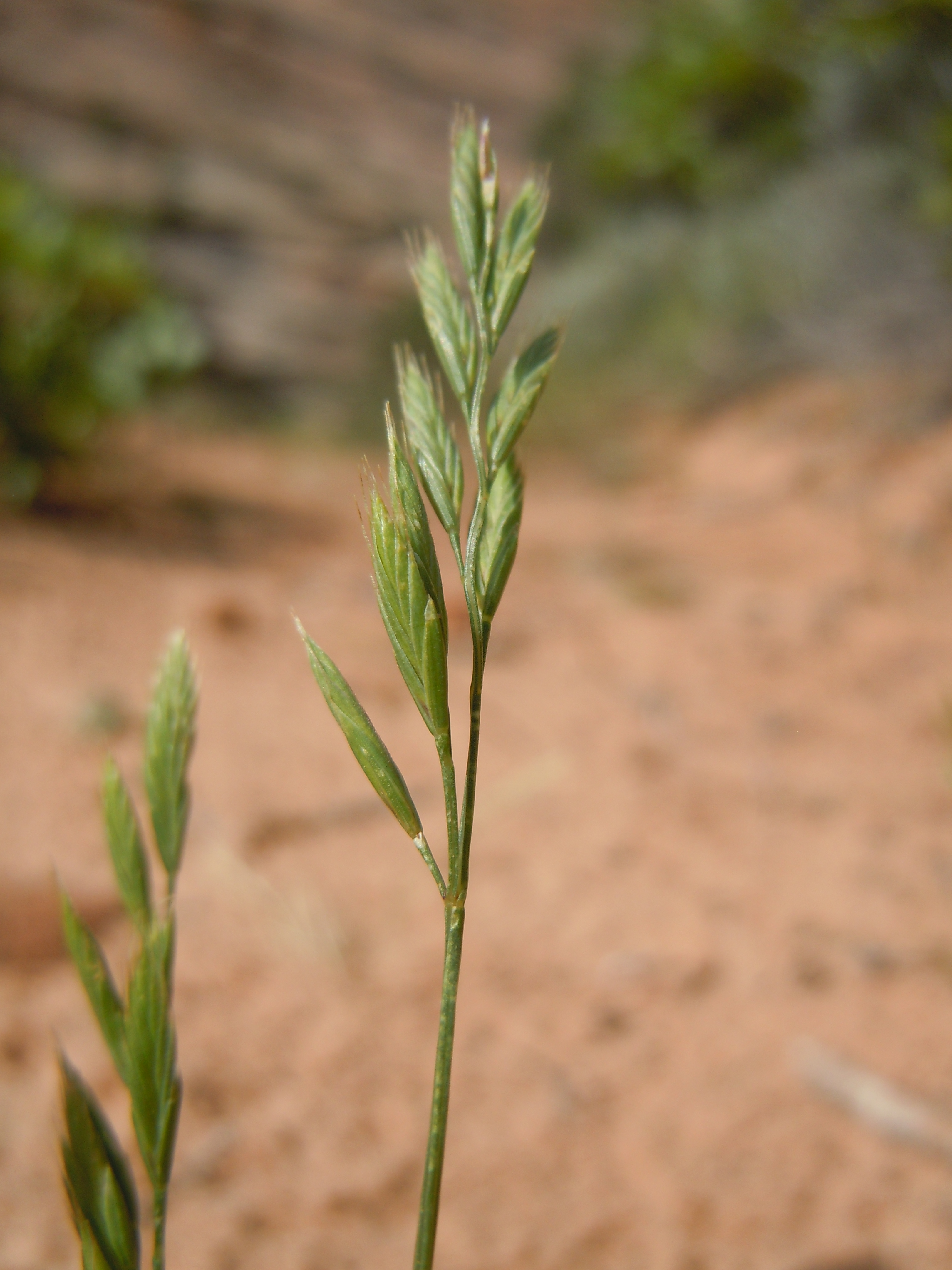